# Pogochaetia cabreretsi
Pogochaetia cabreretsi är en fjärilsart som beskrevs av Povolny 1981. Pogochaetia cabreretsi ingår i släktet Pogochaetia och familjen stävmalar. Inga underarter finns listade i Catalogue of Life.